# Івенешть (комуна)
Івенешть, Івенешті (рум. Ivănești) — комуна у повіті Васлуй в Румунії. До складу комуни входять такі села (дані про населення за 2002 рік):
- Єзерел (119 осіб)
- Івенешть (1423 особи) — адміністративний центр комуни
- Албіна
- Блешка (467 осіб)
- Броштень (439 осіб)
- Буската (220 осіб)
- Валя-Маре (530 осіб)
- Валя-Оаней (323 особи)
- Кошешть (285 осіб)
- Кошка (420 осіб)
- Урсоая (333 особи)
- Фундетура-Маре (146 осіб)
- Фундетура-Міке (42 особи)
- Хиршовень (173 особи)

Комуна розташована на відстані 266 км на північний схід від Бухареста, 20 км на захід від Васлуя, 58 км на південь від Ясс, 141 км на північ від Галаца.

## Населення
За даними перепису населення 2002 року у комуні проживали 4920 осіб.
Національний склад населення комуни:
| Національність | Кількість осіб | Відсоток |
| -------------- | -------------- | -------- |
| румуни         | 4891           | 99,4%    |
| цигани         | 28             | 0,6%     |
| угорці         | 1              | < 0,1%   |

Рідною мовою назвали:
| Мова      | Кількість осіб | Відсоток |
| --------- | -------------- | -------- |
| румунська | 4911           | 99,8%    |
| циганська | 8              | 0,2%     |
| угорська  | 1              | < 0,1%   |

Склад населення комуни за віросповіданням:
| Релігія       | Кількість осіб | Відсоток |
| ------------- | -------------- | -------- |
| православні   | 4895           | 99,5%    |
| п'ятдесятники | 20             | 0,4%     |
| римо-католики | 5              | 0,1%     |